# الوقوع في الحب من أول قبلة
الوقوع في الحب من أول قُبلة (بالصينية: 吻定情) (يُنطق بالصينية: يي وين دينج تشينج)؛ هو فيلم رومانسي تايواني لعام 2019 من إخراج المخرج فرانكي تشن. ويستند الفيلم إلى المانغا اليابانية الشهيرة «القبلة السمجة» وتؤدي النجمة لين يون دور يوان شيانغ تشين وهي تعد تلميذة عادية من الصف «و» بينما يؤدي النجم الشاب دارين وانغ دور جيانغ تشيشو وهو طالب ذكي في الفصل «أ».   

## قصة الفيلم
يبدأ الفيلم بينما يقوم جيانغ تشيشو بركوب دراجته وهو مسرع نحو المدرسة. بينما تسير يوان شيانغ تشين في طريقها تجتاز جيانغ تشيشو الذي كان يلعب بهاتفه وهو يسير وتقوم يوان شيانغ بالاصطدام به ولكي يمنعها من السقوط من فوق الدرج ويحمي هاتفه من التحطم قام بالأمساك بها وجذبها من رابطة العنق خاصتها نحوه فلامسات شفتيها شفاتيه، وكان هذا اجتماعهما الأول لاحقاً.تلتقي مع جيانغ تشيشو مرة أخرى في الاجتماع المدرسي الخاص بالطلاب وهو يتحدث عن مشروعه الذي سيبدأ في تنفيذه في مدينة بوسطن، وتكتشف أنه شخص ذكي للغاية بدرجة 200 أي كيو ولذلك هو في الفصل (أ)
بعد ذلك بعامين، ما زالت يوان شيانغ شين تتودد إلي جيانغ تشيشو، على صفحته على وسائل التواصل الاجتماعي. أثناء محاولتها التخلص من زملائها المزعجين من الفصل (و)، ترى تحديثًا لحساب جيانغ علي وسائل التواصل الاجتماعي قائلًا فيه إنه سيعود مرة آخرى إلى مبنى «أ»، وتبدأ المئات من المعجبين بمن فيهم هي الجري. عند إغلاق بوابة الفصل (أ) تقترب من جيانغ وتخبره بحبها له. في وقت لاحق في الفصل (و)، لاحظت يوان شيانغ أن تدريبات مواجهة الحريق ستبدأ، لذلك تقوم المدرسة بأيقاف جميع الاجهزة الألكترونية، وبالتالي يسمح لها بالمرور عبر بوابة أ. فعندم تركض تجد جيانغ تشيشو وتعترف له بمشاعرها وعلي غرار ما حدث في آنمي القبلة السمجة يحدث في الفيلم حيث يقوم جيانغ تشيشو برفض مشاعر يوان شيانغ بحرارة. وأثناء ذلك سجل جميع الطلاب في الصف أ هذه اللحظة المحرجة، وبالتالي بدئوا بالسخرية من يوان شيانغ تشين بينما يوبيخها البقية لاضاعة وقت تشيشو الثمين
اثناء ذلك منزل شيانغ تشين ينهار في وقت لاحق بسبب سوء البناء، إلى جانب اعترافها السابق بمشاعرها نحو جيانغ أثر عليها بشكل كبير فلقد أصبحت مركز اهتمام الجميع. بينما يتخطى جيانغ الماضي ويتركه ليمضي قدماً نحو المستقبل بينما تتحدي يوان بأنه يمكن لأي طالب من طلاب الفصل (و) أن يصبح على قائمة أفضل 100 طالب في الاختبار التجريبي. هو يوافقها علي ذلك التحدي. تنتقل عائلة شيانغ تشين إلى منزل أحد أصدقاء والدها، دون أن تدرك أن هذا هو المكان عينه الذي يقطنه جيانغ تشيشو. بمرور الزمن، تقرب شيانغ تشين وتشيشو من ناحية والدة تشيشو حيث تشجع علاقتهما وتحديهما في المدرسة في منزله.
لكي تنقذ يوان شيانغ تشين نفسها من الإحراج بسبب انها فشلت في ان تصبح علي قائمة أفضل 100 شخصية، طلبت من تشيشو أن يساعدها في دراسة الامتحان الوهمي بحيث يضطر جيانغ من الموافقة علي ذلك الطلب على مضض بسبب امتلاك يوان شيانغ تشين شريط فيديو محرجًا لوالدته. وبالتالي تصل يوان إلي المرتبة الـ 100 في حين أن تشيشو لا يزال الرقم واحد
تشيشو ورفقته يحرجون من شيانغ تشين في كرنفال ألعاب القوى حيث تبين أنها تقيم في منزل تشيشو، حيث تم عرض هذا عبر الفيديو المحرج في منزله. ثم تتشاجر شيانغ تشين وتشيشو قبل أن يُقبل تشيشو شيانغ تشين على شفاهها قبل مغادرته.
بعد عامين شيانغ تشين بدئت في دعم تشيشو بناء علي طلب والدته لكن تشيشو يتركها لانه يود أن يعيش حياته الخاصة وليصبح تشيشو طبيب بيطري
يوان شيانغ تشين تتبع جيانغ تشيشو ولتجد انه يعيش مع أمراة آخري في نفس الشقة ولكن تكتشف لاحقاً انها تتواجد معه لانها تعاونه في عمله ترتاح يوان شيانغ تشين عندما تعرف هذا
و يقوم تشيشو بتقبيلها مرة ثانية قبلما يعرف أن والده مريض لذلك يتخلي عن عمله لفترة ليعود إلي منزله للأعتناء بوالده المريض بالإضافة إلي الضيقات والضغوط الحياتيه. يهتم تشيشو بالعمل ويتناسي شيانغ تشين وقال انه سيبتعد عن شيانغ تشين من أجل الزواج من زميلته في العمل وذلك بهدف المصلحة المادية للجمع بين أعمالهم وبالتالي يحفاظ علي أعمال والده. شيانغ تشين ترفض مشاعر تشيشو نحوها على الفور وتتركه وتهرب. لا يتفق والد تشيشو مع والدته على قرار تشيشو بالزواج المصلحة الذي يريد ان يقوم به ويخبره أنه يجب أن يتزوج من الفتاة التي يحب.
بعدما يمر عام آخر علي الاحداث الاخيرة، شيانغ تشين تبحث علي حساب جيانغ تشيشو علي مواقع التواصل الأجتماعي... تشيشو كتب علي حسابه في القاعة المدرسية حيث تحدث في الاجتماع المدرسي الخاص بالطلاب الذي يذهب إلى شيانغ تشين بدون مقاومة. ثم دخلت القاعة وترى أنه لا يوجد أحد غيره. يختبأ تشيشو بعيدًا شيانغ تشين تنادي شقيق جيانغ تشيشو، والذي يجيب بأن بعض الأشخاص فقط يمكنهم رؤية ما ينشره أخيه علي مواقع التواصل. ثم أدركت شيانغ تشين أن هذه المنشورات كانت موجهة لها. ثم يخبر تشيشو شيانغ تشين بمشاعره نحوها ويقوم بطلب يدها للزواج وتقوم شيانغ تشين بالموافقة علي طلبه. ومن ثم يتم عرض ارتجاع فني في النهاية التي يستيقظ فيها تشيشو من نومه حيث يقوم بتدريس لشيانغ تشين ويرى خطاب الحب الذي كتبه شيانغ تشين عنه. في ذلك الوقت، يكتشف الجمهور أن تشيشو كان واقع في حبها منذ البداية.
و يظهر زواجهم في مشهد ما بعد التترات.

## فريق التمثيل
- دارين وانغ في في دور جيانغ تشيشو
- لين يون في دور يوان شيانغ تشين
- كينجي تشن في دور آه جين
- سيسيليا تشوي في دور شا هوي
- كريستوفر لي في دور والد تشيشو
- كريستي تشونغ في دور أم تشيشو
- تاي تشي يوان في دور والد شيانغ تشين
- تساي يي تشن في دور لي مي
- فريق هذه المجموعة من الناس في بقية الأدوار المختلفة

## الاغاني
- أحمق حقاً (真的 傻)غناء لالا هسو
- إثبات نبضات القلب (心跳 的 证明) غناء ليو رينيو
- أنا أنتمي لك房东 的 猫 غناء كو شو-ياو
- مئات الطرق لعدم الإعجاب بك (一百 个 不 喜欢 你 的 方法) غناء فريق فاندونج دي ماو 房东的猫

## إطلاق سراح
خارج دولة تايوان، تم إصدار فيلم الوقوع في الحب من أول قُبلة Fall in Love at First Kiss في دولة ماليزيا ودولة الصين وأستراليا ونيوزيلندا والولايات المتحدة الأمريكية وكندا والمملكة المتحدة في نفس اليوم تمامًا. تتمتع شركة Tangren Media بحقوق التوزيع لتوزيع الفيلم في جميع الدول الغربية بينما تتمتع شركة RAM Entertainment بحقوق التوزيع توزيع الفيلم في دولتي سنغافورة وماليزيا. تم إصدار الفيلم بعد ذلك في كوريا الجنوبية في 27 مارس 2019 من خلال شركة AUD.

### شباك التذاكر
في يوم الأربعاء الموافق الـ 6 من مارس 2019، حقق الفيلم أرباح وصلت إلي 24 مليون دولار أمريكي، معظمها من العروض في دولتي الصين وتايوان.

## روابط خارجية
- الوقوع في الحب من أول قُبلة على موقع IMDb (الإنجليزية)
- الوقوع في الحب من أول قُبلة على موقع روتن توميتوز (الإنجليزية)
- الوقوع في الحب من أول قُبلة على موقع قاعدة بيانات الفيلم (الإنجليزية)
- الوقوع في الحب من أول قُبلة على موقع ليتربوكسد (الإنجليزية)
- الوقوع في الحب من أول قُبلة على موقع كينوبويسك (الروسية)